# Iñaki Malumbres
Iñaki Malumbres Aldave (Villava, Navarra, 3 de agosto de 1975)  es un exbalonmanista español. Desarrolló su carrera en la posición de guardameta, desde la que logró ser internacional en la selección española.
Desde el 4 de marzo de 2013 ocupa el cargo de presidente de la Asociación de Jugadores de Balonmano, tras suceder al también guardameta David Barrufet. Se retiró en julio de 2014, poco después de anunciarse su fichaje por el recién creado Atlético Valladolid, a consecuencia de unos problemas en sus articulaciones.

## Trayectoria
- Hasta 1993:  España Beti Onak
- 1993–1998:  España BM Gáldar
- 1998–2002:  España BM Valladolid
- 2002–2004:  España Portland San Antonio
- 2004–2009:  España JD Arrate
- 2009–2012:  España BM Aragón
- 2012–2013:  España Ademar León
- 2013–2014:  Macedonia del Norte RK Vardar